# 八木田麻衣
八木田 麻衣（やぎた まい、1976年5月15日 - ）は、日本の元歌手、アイドル。女性アイドルグループ・東京パフォーマンスドール（TPD）のフロントメンバー。東京都出身。日出女子高等学校卒業。

## 略歴・人物
1989年、「第4回ロッテCMアイドルは君だ!」に出場（グランプリは宍戸留美、準グランプリは後にTPDで一緒になる穴井夕子）。
1990年、東京パフォーマンスドール（TPD）のメンバーとしてデビュー。TPDでは最年少のフロントメンバーとして活動していたほか、市井由理・穴井夕子とともにグループ内ユニット「VIVA!」としても活動した。
1995年10月、東京パフォーマンスドールを卒業。
1996年にローリー寺西（現・ROLLY）のプロデュースでソロシングル2枚をリリースする。1997年にRUI&ROLLYが結成したユニット「ジャングルブッダ」にボーカルとして参加し、シングル1枚とアルバム1枚をリリースして音楽活動を終了した。
1999年から2002年まで女優としてテレビドラマに出演していた。
2003年に行われた元TPDメンバーによるライブ『TPDアンプラグド 歌-Summit』に参加し、久々にファンの前に姿を現した。
2008年に『武道館から15年!TPD『GOLDEN☆BEST』発売記念トークライブ～1日限りのWeekend Paradise』に参加した。
2014年8月1日から2016年6月17日まで、インターネットラジオ『帰ってきたパフォーマンスドール TPD RETURNS』（全48回）のパーソナリティーを木原さとみとともに務めた。
2015年8月、一般男性と結婚。
2020年、東京パフォーマンスドールの30周年ライブイベントに出演。
2020年11月18日リリースの東京パフォーマンスドールの誕生30周年記念のアルバム『20 BEATS 20 TALES』に収録されている「放課後はいつもパーティー（30th Anniversary ver.）」のレコーディングに参加。
2023年7月15日、東京国際フォーラムで行われたイベント『MIND CIRCUS』に、木原さとみ・川村知砂・穴井夕子・木伏夏子の元TPDメンバーとともに出演。東京パフォーマンスドールの楽曲「キスは少年を浪費する」「ダイヤモンドは傷つかない」などを披露した。

## 出演

### テレビ番組
- CYBER MEME（サイバーミーム）（1991年 - 1992年、TVK）
- HYU2（ヒューヒュー）（1992年 - 1993年、日本テレビ）
- 摩訶不思議 ダウンタウンの…!?（1993年、ABC）
- 日曜ソリトン 夢ときどき晴れ!（1995年 - 1996年、NHK教育）

### テレビドラマ
- タクシードライバーの推理日誌 第11作（1999年6月5日、テレビ朝日） - 堂島香織 役
- 鉄甲機ミカヅキ（2000年10月23日 - 2001年3月24日、フジテレビ） - OP・MAI 役
- 浅見光彦シリーズ 第15作〜第17作（2001年 - 2002年、TBS） - 吉田須美子（浅見家のお手伝い） 役

### 映画
- セカンドチャンス（1999年11月、シネカノン、エピソードⅢ）

### ラジオ
- 東京パフォーマンスドールのprom night（1993年、OBC）
- ブンブン・MoMoJiRiキッズ（1993年、OBC）
- 帰ってきたパフォーマンスドール TPD RETURNS（2014年8月1日 - 2016年6月17日・全48回、インターネットラジオ）

### CM
- メガネスーパー（1991年 - 1992年）
- 江崎グリコ「プリッツ」（1992年 - 1993年）
- 不二家「LOOKチョコレート」（1993年）

## ディスコグラフィ
グループでの楽曲は東京パフォーマンスドール#音楽を参照

### シングル
| 発売日         | タイトル                      | 収録曲 | 備考                                                                       |
| -------------- | ----------------------------- | --- | -------------------------------------------------------------------------- |
| 1991年10月10日 | 青空のハイウェイ              | 1. 青空のハイウェイ 2. Romanticに背のびして                                                                                       |                                                                            |
| 1994年2月2日   | 逢いたい人の名を〜Dear BOYS〜 | 1. 逢いたい人の名を～Dear BOYS～ 2. ハートのクレッシェンド                                                                        | 聖飢魔IIのエース清水がプロデュース                                         |
| 1994年6月22日  | キスと流星                    | 1. キスと流星 2. 八木田麻衣の“劇的恋愛のススメ” 3. キスと流星（オリジナルカラオケ）                                               | 聖飢魔Ⅱのエース清水がプロデュース                                          |
| 1995年7月21日  | ぴゅんぴゅんの夏              | 1. ぴゅんぴゅんの夏 2. ぴゅんぴゅんの夏（Backing Track）                                                                          | バニラ・シェイカーズ名義                                                   |
| 1996年7月21日  | 恋のトレモロマジックダーリン  | 1. 恋のトレモロマジックダーリン 2. 夏のお嬢さん 3. 恋のトレモロマジックダーリン（Backing Track） 4. 夏のお嬢さん（Backing Track） | ローリー寺西（現：ROLLY）がプロデュース 「夏のお嬢さん」は榊原郁恵のカバー |
| 1996年11月21日 | 恋の魔術師〜ウィザード〜      | 1. 恋の魔術師～ウィザード～ 2. ヤバイっす 3. 恋の魔術師～ウィザード～（Backing Trac）                                             | ローリー寺西（現：ROLLY）がプロデュース                                    |
| 1997年8月1日   | ジャングルブッダ              | 1. ジャングルブッダ（Jungle Mix） 2. ジャングルブッダ 3. ジャングルブッダ（Backing Trac）                                         | ジャングルブッダ名義                                                       |

### アルバム
| 発売日        | タイトル                        | 収録曲 | 備考                 |
| ------------- | ------------------------------- | --- | -------------------- |
| 1993年1月15日 | MAI from Tokyo Performance Doll | 1. CHANCE!! 2. キミはボーイフレンド 3. サヨナラの法則 4. Romanticに背のびして 5. はあと・こすもす パピプ！ 6. MAGICAL TRAVELING 21 7. レモンのKISS -LIKE I DO- 8. イチゴの片想い（MAI'S SPECIAL） 9. ラッキーラブ 10. 青空のハイウェイ | 1stソロアルバム      |
| 1997年8月21日 | ジャングルブッダ                | 1. ジャングルブッダ 2. マジカルムーン 3. ハッスルブルジョア 4. 魚の少年 5. 僕がスターになった理由 6. サンシャイン～私の太陽神 7. ロボット                                                                                              | ジャングルブッダ名義 |